# Đèo Diphu
Đèo Diphu ở ngọn núi quanh khu vực biên giới ba điểm tranh chấp giữ Ấn Độ, Trung Quốc và Myanmar . Đèo nằm trên Tuyến McMahon 
Đèo Diphu cũng là con đường tiếp cận chiến lược đến miền đông Arunachal Pradesh .
Tháng 10/1960 Trung Quốc và Myanmar phân định biên giới của họ ở vùng Đèo Diphu, dịch 5 dặm về phía nam của đường phân thủy trên dãy núi. Tuy nhiên, điều này đã gây ra khủng hoảng ngoại giao với Ấn Độ, nơi dự kiến điểm ngã ba sẽ ở đầu đường phân thủy . Tranh chấp đã trở thành một phần của bất đồng biên giới đang diễn ra giữa Trung Quốc và Ấn Độ liên quan đến Arunachal Pradesh.